# NGC 7658-2
NGC 7658-2 في الفهرس العام الجديد، هي مجرة، تقع في كوكبة الكركي. اكتشفت في 4 سبتمبر 1834 بواسطة جون هيرشل.

## روابط خارجية
- NGC 7658-2 على موقع ويكي سكاي: DSS2, SDSS, GALEX, IRAS, Hydrogen α, X-Ray, Astrophoto, Sky Map, Articles and images